# Xanthoparmelia inconspicua
Xanthoparmelia inconspicua är en lavart som beskrevs av Hale. Xanthoparmelia inconspicua ingår i släktet Xanthoparmelia och familjen Parmeliaceae.   Inga underarter finns listade i Catalogue of Life.